# Alga comestible

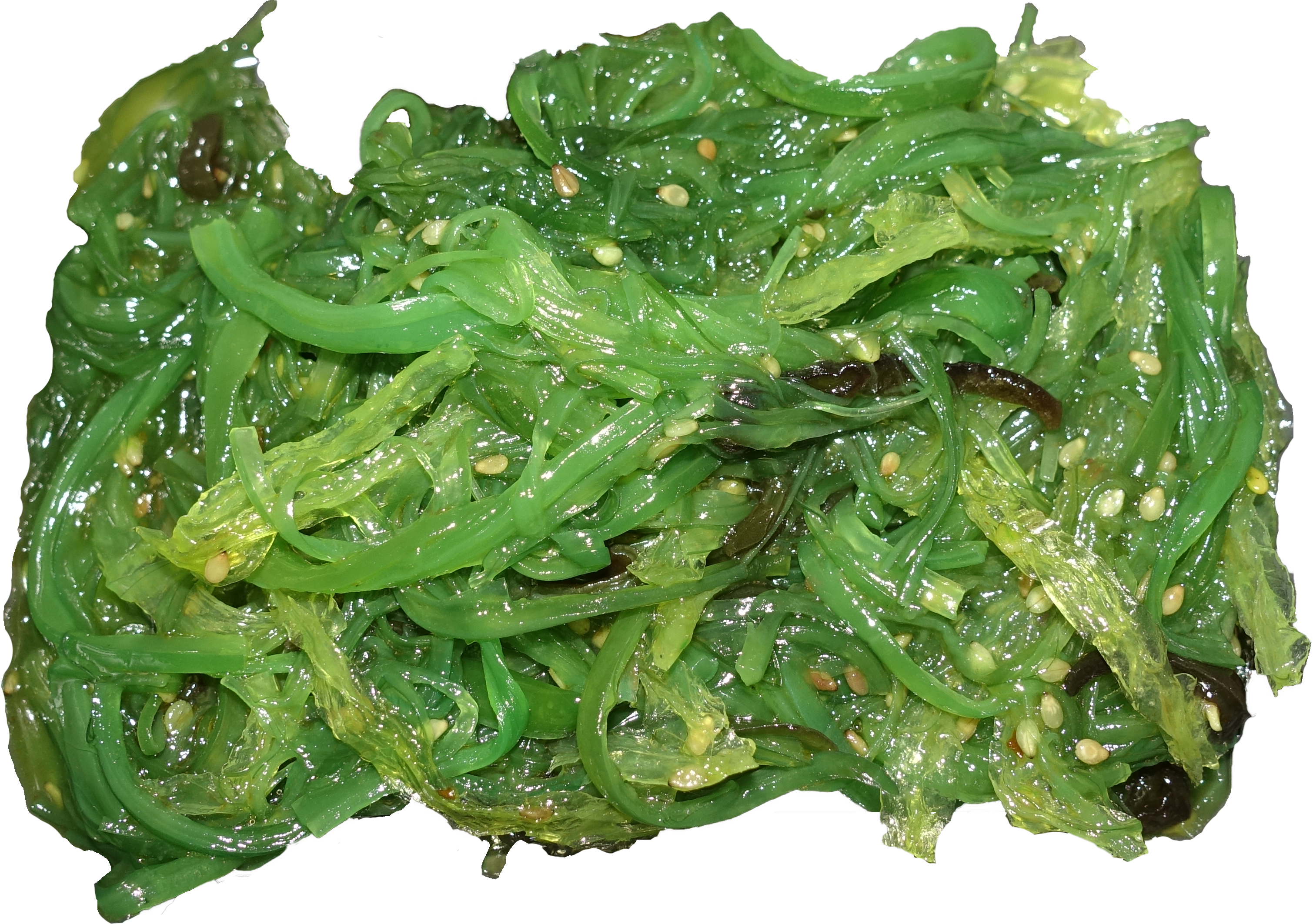
Ensalada de algas

Las algas comestibles son aquellas que pueden comerse o se utilizan en la preparación de otros alimentos.
Pertenecen a alguno de los múltiples grupos de algas multicelulares: algas verdes, algas rojas o algas pardas. Las algas se utilizan a lo largo de todo el mundo en las gastronomías de zonas costeras, con especial importancia en las gastronomías de China, Japón y Corea desde épocas prehistóricas.
Las algas se consumen también en el continente europeo, especialmente en el norte y oeste irlandés, Islandia y Noruega occidental y en la costa atlántica francesa. En el continente americano destaca su uso en Chile, (el cochayuyo: Durvillaea antarctica), Perú, (el yuyo: Chondracanthus chamissoi), en Nueva Escocia y la isla de Terranova.
La mayor parte de las algas comestibles son marinas y la mayor parte de las algas de agua dulce son tóxicas. A pesar de ello, las algas marinas pueden contener ácidos que irritan el canal digestivo y/o tener un efecto laxante.
En Asia, zicai 紫菜 (China), gim (Corea) y nori (Japón) son hojas de alga Porphyra deshidratada utilizadas en sopas (sopa de miso) o para envolver el sushi.
Las algas se cultivan también para la extracción de alginato, agar-agar y carragenanos, sustancias gelatinosas llamadas colectivamente hidrocoloides y ficocoloides. Los hidrocoloides han tenido una gran importancia económica tanto en la producción de alimentos como en forma de aditivo. La industria alimentaria explota la gelatina, la capacidad de retención de agua, como emulsionante y otras propiedades físicas de estos hidrocoloides.

## Ejemplos
Las algas comestibles más comunes son:
- Aonori (varias especies de la alga verde Monostroma) (Japón)
- Arame (Eisenia bicyclis)
- Badderlocks, jap. Sarumen (Alaria esculenta)
- Carola (Callophyllis variegata) (Sudamérica)
- Carrageen moss (Mastocarpus stellatus)
- Chlorella
- Cinturón de mar (Laminaria saccharina)
- Cochayuyo o cochayugo (Durvillea antarctica) (Sudamérica)
- Dulse (Palmaria palmata)
- Euchema cottonii (Indonesia)
- Grapa de mar o caviar verde (Caulerpa lentillifera)
- Gulaman, Gulaman-Dagat (Agardhiella tenera) (Filipinas, Indonesia)
- Gutweed o aonori (Enteromorpha intestinalis)
- Hijiki o hiziki (Sargassum fusiforme)
- Hondawara (Sargassum enerve) (Japón)
- Musgo de Irlanda (Chondrus crispus)
- Laver o laverbread (Porphyra laciniata/Porphyra umbilicalis) (Irlanda)
- Lechuga de mar, lechuga de samba (Ulva lactuca) (Chile)
- Limu Kala (Sargassum echinocarpum)
- Kombu (Saccharina japonica) (Japón)
- Miru (Codium sp.) (Japón)
- Mozuku (Cladosiphon okamuranus) (isla de Okinawa, Japón)
- Nori (varias especies del alga roja Porphyra)
- Oarweed (Laminaria digitata)
- Ogonori (varias especies del alga roja Gracilaria)
- Sargazo vesiculoso (Fucus vesiculosus)
- Seatron (Nereocystis luetkeana) (Norteamérica)
- Slack (Porphyra purpurea, syn. Porphyra laciniata) (Gran Bretaña, Escandinavia)
- Spirulina (Arthrospira platensis y Arthrospira maxima)
- Thongweed (Himanthalia elongata)
- Tsunomato (varias especies de la alga roja Chondrus) (Japón)
- Wakame (Undaria pinnatifida) (utilizada en la sopa de miso, Japón)